# Zacoalco de Torres
Zacoalco de Torres es una localidad del estado mexicano de Jalisco. Es la cabecera del municipio de Zacoalco de Torres.

## Toponimia
El nombre «Zacoalco» proviene del náhuatl tzacoalco. Su significado es «En la pirámide».

## Demografía
| Gráfica de evolución demográfica |
|                                  |

| Censo | Población |
| ----- | --------- |
| 1900  | 6 516     |
| 1910  | 6 499     |
| 1921  | 7 190     |
| 1930  | 7 942     |
| 1940  | 6 227     |
| 1950  | 7 460     |
| 1960  | 8 988     |
| 1970  | 11 343    |
| 1980  | 13 105    |
| 1990  | 14 100    |
| 2000  | 15 648    |
| 2010  | 18 172    |
| 2020  | 20 345    |